# てれビー
てれビーは、福岡県にあるフジテレビ（FNN・FNS）系列の放送局・TNCテレビ西日本のマスコットキャラクター。
同じTNCの中で出現し、てれビーとも関係の深い「てんタマくん」についても詳述する。

## 概要

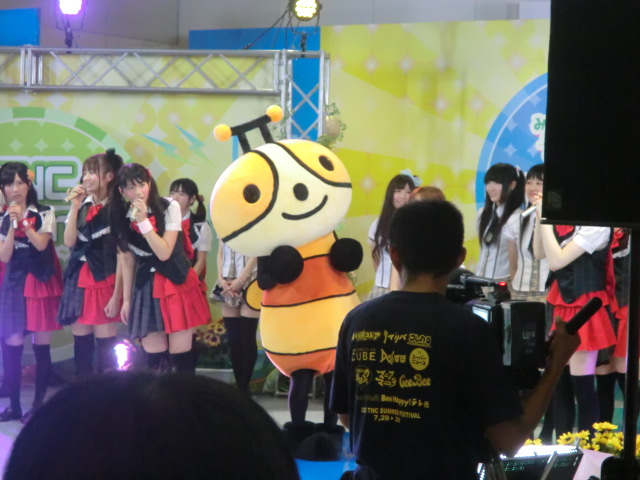
てれビー

2001年春に、新しいキャッチコピー「てれビームTNC」とともに制定された。作者は、正木賢一と田代綾によるユニット「correctree」とされるが、正木と田代どちらの作であるか現在は判らなくなっている。
キャッチコピーにちなみ、ミツバチを模しているが、顔が漢字の「西」になっている。名前はないが、てれビーには相方がいる。こちらは地元サッカークラブ・アビスパ福岡などにも引っ掛けスズメバチを模している。このほか、外部リンクで提供されている壁紙などでは、てれビーにさらに他の仲間たちがいることをうかがわせる。なお、「TNCのデジタル放送におけるリモコンキーIDが8であることにもかけている」という見方もあるが、TNCのデジタル放送開始は2006年であるため、誤りである（ちなみにアナログ時代のチャンネルは福岡が9ch、北九州が10chである。ただし、TNCの創業地は八幡市である）。
なお、2008年の開局50周年に合わせ、キャッチコピーは「おっ!?テレ西」に変更されたが、てれビーらは残った。それどころか、以下のような動きもある。
- 放送開始・終了時に流される映像は、デジタル放送開始に合わせ変更され、てれビーと相方がピアノを演奏し最後に踊るものとなった。音楽は開始と終了とで異なるが、映像は共通。
- 50周年のロゴマークは、てれビーの「西」の顔の向かって右半分を使って「5」を表し、別に「0」を付けたものが使われている。

てれビーのグッズはTNC本社ビルであるTNC放送会館1階に開店している「ももち浜ストア」と、マイング博多駅名店街内にある「TNCグッズショップ博多店」で取り扱っている。
2012年春からは、新キャラクター“てれビーウーマン”が登場した。但しこれはアナウンサーの「もっちぃ」こと新垣泉子が扮したもので、主に「おっ!?テレ西」（ショート番組）内でてれビーと福岡県内各地へ出かけ、視聴者にテレ西の番組に関するクイズを出題している。このほかてれビーウーマンは2012年の27時間テレビ内の「FNSアナウンサーがんばった歌謡大賞」に出演したほか、夏の恒例行事である「みんなえがお2012 おっ!?テレ西 夏祭り」の告知ではてれビーと子供たち、当時新人アナウンサーだった松尾幸一郎と共に「テレ西音頭」を披露している。
てれビーは喋るキャラクターではないが、後述のてんタマくんをキャッチする際に「・・・ブン!」と喋っていることから語尾に「ブン」をつけてしゃべるもよう。

### てんタマくん
2018年4月『ももち浜S 特報ライブ』のスタートとともにタマゴをモチーフにしたTNCのお天気キャラクター『てんタマくん』が誕生。「空から落ちてきた卵をてれビーがキャッチした」という出会いの過程から彼からは命の恩人であり大先輩と慕われている。お天気キャラクターらしく卵に太陽マークと「8」が描かれ、しっぽの先は天気によって太陽や雨傘にかわる。
てんタマくんのグッズは「ももち浜ストア」のネットショッピング店でも取り扱っている。

## その他の在福テレビ局のマスコットキャラ
- ミセタカ!（九州朝日放送）
- ふっく（NHK福岡放送局）
- ハレピョン（NHK北九州放送局）
- ももピッ!（RKB毎日放送）
- ゆめんた（福岡放送）
- モニ太（TVQ九州放送）